# أوديوفايل
أوديوفايل (بالإنجليزية: AudioFile)‏؛ هي مجلة إلكترونية أمريكية، يُحرّرها "روبن إف. وايتن" (بالإنجليزية: Robin F. Whitten)‏؛ وبدأت في النشر في العام 1992، بمطبوعة من اثني عشرة صفحة بالأبيض والأسود. تصدر المجلة في نيويورك، وتهتم بمراجعة "الكتب الصوتية غير المختصرة والمختصرة والبرامج الصوتية والتعليقات والتمثيلات الأصلية بتنسيق الكلمة المنطوقة. محور المراجعات هو العرض الصوتي وليس نقد المواد المكتوبة. للمجلة نسخة تصدر ست مرات في العام، في مدينة بورتلاند في ولاية مين بالولايات المتحدة الأمريكية.